# Hans Hammer (Pfarrer)
Hans Hammer (* 21. Februar 1931 in Amberg; † 30. Juli 2020 ebenda) war ein deutscher römisch-katholischer Geistlicher und Buchautor. Für seine außerordentlichen Verdienste um seinen seelsorglichen Einsatz während der Islamischen Revolution erhielt er das Bundesverdienstkreuz 1. Klasse von  Bundespräsident Richard von Weizsäcker.

## Leben und Beruf
Hans Hammer wurde am 21. Februar 1931 in Amberg geboren und wuchs in Hirschau auf. Er besuchte die Oberrealschule Amberg (heute Gregor-Mendel-Gymnasium) und machte dort 1951 das Abitur. Anschließend studierte er Theologie und Philosophie in Regensburg und wurde am 29. Juni 1957 zum Priester geweiht. Danach war er bis 1959 als Kaplan in Grafenwöhr tätig. Im September 1959 wurde er von Kardinal König in Wien zum Kaplan der Pfarrei Döbling St. Paul ernannt und sollte sich auf eine Ausbildung als Europa-Seelsorger vorbereiten. Von 1963 bis 1974 unterrichtete er als Religionslehrer an der Kaufmännischen Berufsschule in Regensburg. Während der elf Jahre unternahm er Studienreisen in die Ukraine, nach Russland, Sibirien, Kasachstan und Usbekistan sowie in die Vereinigten Staaten. Als Touristenseelsorger sammelte er Erfahrungen in Spanien und Italien.
Im September 1974 wurde er vom Katholischen Auslandssekretariat Bonn als Auslandsseelsorger nach Teheran berufen. Dort war er für die deutschsprachigen Katholiken im Iran verantwortlich. Bis 1980 war er verantwortlich für den Unterricht an der Deutschen Begegnungsschule in Teheran und den 14 Großbaustellen im gesamten Iran sowie für die Seelsorge an den Gefangenen und Kranken im Bereich der Megapolis Teheran. Nach der Islamischen Revolution zerfielen die Wirtschaftsbeziehungen des Irans mit dem Westen. Daraufhin verließen die meisten Deutschen den Iran. Mit ihnen kehrte Hammer von 1980 bis 1983 nach Regensburg zurück, wo er wieder als Religionslehrer an der Kaufmännischen Berufsschule arbeitete. Ab 1983 widmete er sich erneut der Auslandsseelsorge. Von Istanbul aus betreute er nicht nur die Türkei, sondern die Länder Iran, Irak, Kuwait, die Golfstaaten und das Sultanat Oman. Bis 1994 war er mit dem Aufbau einer deutschsprachigen Seelsorge mit Filialen in Istanbul, Ankara, Teheran, Bagdad, Mossul, Basra, Kuwait, Dubai, Abu Dhabi und Muscat beauftragt. Pfarrer Hammer besuchte nicht nur die Gemeinden, sondern auch die Baustellen im Irak mit großen Camps am Tigris und im gesamten Gebiet von der syrischen Grenze bis nach Basra im Zweistromland zwischen Euphrat und Tigris und im Kurdengebiet.
1994 kehrte er nach Deutschland zurück. Dort wirkte er von 1994 bis 2004 als Seelsorger in der Pfarrei Schambach. 2004 trat er in den Ruhestand und lebte seitdem in Freudenberg. Dort half er als Ruhestandspriester in der Pfarrei Wutschdorf und der Filiale Etsdorf mit. Er verstarb am 30. Juli 2020 in Amberg.

## Wirken
Insbesondere in den Jahren 1967 bis 1974 bemühte sich Hans Hammer intensiv um die Verständigung zwischen Deutschen und Tschechen.
1978/79 erlebte er die Islamische Revolution, den Sturz des Schahs und die Errichtung der Islamischen Republik. Für seine außerordentlichen Verdienste in seinem seelsorgerischen Einsatz während der Revolution verlieh ihm Bundespräsident Richard von Weizsäcker 1987 das Bundesverdienstkreuz 1. Klasse.
Über ihn existiert ein 28-minütiger Film mit dem Titel „Hans Hammer – Priester unter dem Halbmond“, der ihn bei seiner Betreuung deutscher Christen im Mittleren und Nahen Osten darstellt und der für die interkulturelle Bildung empfohlen wird.

## Veröffentlichungen
- Seelsorge zwischen Wüste und Metropole: Biographisches aus Iran und Türkei. TVT Medienverlag, Tübingen, 2009, ISBN 978-3-929128-45-1.